# Château de Flumet
Le château de Flumet, récemment appelé château des Faucigny localement, est un ancien château fort, du XIIe siècle, aujourd'hui disparu, situé dans le val d'Arly. Il se dressait au-dessus de la commune de Flumet, dans le département de la Savoie, en région Auvergne-Rhône-Alpes. Entre les XIIIe et XVe siècles, il est le siège d'une châtellenie.

## Localisation
Flumet est situé sur la frontière sud de la seigneurie du Faucigny, voisine du comté de Savoie. Le château contrôle ainsi l'accès au haut-Val d'Arly en provenance de la combe de Savoie, depuis le bourg d'Ugine. Le château ou le donjon est en effet édifié sur un « molard rocheux » (une colline), ce dernier domine la confluence de l'Arly avec l'Arondine.

## Histoire
L'édification du château remontre très probablement au milieu XIIe siècle, peu de temps avant la formation du bourg fortifié. Le bourg est mentionné dans l'acte de la fondation de la chartreuse du Reposoir, en 1151. Sous le règne du baron Aymon II de Faucigny, au début du XIIIe siècle, un village fortifié s'installe autour de la forteresse. La première attestation du château remonte à 1228, année d'obtention d'une charte des franchises pour le bourg,.
Les sires de Faucigny possèdent le château et la seigneurie au XIIIe siècle, avant de passer aux sires de Savoie. En effet, Pierre de Savoie épouse, en 1234, Agnès de Faucigny seule héritière du baron Aymon II,,. À la mort de son beau-père, en 1253, Pierre de Savoie réorganise la baronnie du Faucigny en châtellenies,.
Pierre de Savoie fait fortifier le château avant 1263, année où il hérite du trône comtal de la Savoie,.
Béatrix, fille de Pierre, hérite du titre et des terres des baronnies de Faucigny et du Beaufortain, dont le val d'Arly et le château de Flumet, selon les volontés de son grand-père,,.
Vers la fin du XIIIe siècle, le château est le centre de l'une des neuf châtellenies dépendante du bailliage de Faucigny.
En 1339, le Dauphin, maître du Faucigny, dispose d'un péage à Flumet.
Le château est en ruines dès le XVe siècle. Le bourg de Flumet connaît un important incendie en juin 1679. Les habitants sont autorisés par la régente du duché de Savoie, Marie-Jeanne Baptiste, à reconstruire les habitations avec des éléments du château.

## Description
Selon l'enquête dite « delphinale » d'avril 1339, le château de Flumet s'organise autour d'une tour carrée située au centre de la construction. Une seconde est située au-dessus de l'entrée. Une enceinte referme l'ensemble avec des logis. Le mur est plus élevé côté Savoie, côté Sud-Ouest.

## Châtellenie de Flumet

### Organisation
Le château de Flumet est le centre d'une châtellenie, dit aussi mandement, de Faucigny, mise en place à partir du XIIIe siècle. Le Faucigny serait organisée autour de neuf châtellenies à la fin du XIIe siècle dont Flumet occupait le 9e rang dans l'ordre de préséance, selon l'ancien inventaire des titres du Faucigny (1431), cité notamment par le chanoine Jean-Louis Grillet,.
Durant la période delphinale, le Faucigny serait organisé (à partir de 1342-1343) autour de quinze châtellenies, dont Flumet.
Lorsque le Faucigny devient l'une des terres du comte apanagiste du Genevois, titrés également barons de Faucigny et de Beaufort, la châtellenie de Flumet devient une vice-châtellenie. Elle relève dès lors de la châtellenie du châtelet du Crédoz.
| Commune                  | Nom                                  | Type         |
| ------------------------ | ------------------------------------ | ------------ |
| Demi-Quartier            | Châtelard du Demi-Quartier           | châtelet     |
| Flumet                   | Flumet                               | château fort |
| Flumet                   | maison forte de Riddes               | maison forte |
| Flumet                   | Tour des Bieux                       | maison forte |
| La Giettaz               | châtelard de la Giettaz              | châtelet     |
| La Giettaz               | châtelard des Aravis                 | châtelet     |
| Notre-Dame-de-Bellecombe | château de Notre-Dame-de-Bellecombe  | château      |
| Notre-Dame-de-Bellecombe | châtelet de Notre-Dame-de-Bellecombe | châtelet     |
| Praz-sur-Arly            | château de Praz-sur-Arly             | château      |

Au cours de la première partie du XIVe siècle, la baronnie du Faucigny est à nouveau réorganisée autour de 17 châtellenies.
Au XVIIe siècle, les armes du mandement se blasonnaient ainsi : Trois paux de gueules sur or.

### Châtelains
Dans le comté de Savoie, le châtelain est un « officier, nommé pour une durée définie, révocable et amovible »,. Il est chargé de la gestion de la châtellenie, il perçoit les revenus fiscaux du domaine, et il s'occupe de l'entretien du château.
L'érudit local, Bernard Ducretet, dans une présentation lors du XXXIIe congrès des sociétés savantes de Savoie qui s'est déroulé à Moûtiers, en 1988, à propos de la châtellenie de Beaufort, précise les rôles de cette charge, à l'aune de la thèse de droit d'Étienne Dullin, Les châtelains dans les domaines de la Maison de Savoie en deçà des Alpes (1911), en indiquant que « [ceux-ci], jusqu'à la seconde moitié du XVIe siècle, furent les intermédiaires obligés entre les Communiers de leur Châtellenie et la Curia du Prince, où ils étaient couramment présents soit pour rendre compte de leur gestion administrative, soit pour exposer les vœux et doléances de la population ».
À partir de l'intégration de la châtellenie dans le domaine savoyard, en 1355, le rôle militaire du châtelain est abandonné. Leur rôle étant devenu moins prestigieux, la charge, qui revêtait une responsabilité personnelle, devient un office, un bien patrimonial, dont on abandonne la gestion réelle à son lieutenant. La châtellenie intègre le nouvel apanage de Genevois (1514-1659) qui englobait tant le Faucigny que la baronnie de Beaufort.

### Fonds d'archives
- Série : Comptes des châtellenies (1283-1551). Fonds : Comptes des châtellenies, des subsides, des revenus et des judicatures; Cote : SA 13783-13947. Chambéry : Archives départementales de la Savoie (présentation en ligne).
- Série : SA (XIIIe siècle-XVIe siècle). Fonds : Inventaire-Index des comptes de châtellenie et de subsides. Chambéry : Archives départementales de la Savoie (lire en ligne).p. 347-357, « Flumet »
- groupe de Chambéry (animé par Christian Guilleré) et groupe de Lyon (animé par Jean-Louis Gaulin), « Comptes de châtellenies savoyardes », sur castellanie.net : « Recherche multicritères : « Flumet » »